# 達拉斯·威廉斯
達拉斯·麥肯利·威廉斯(英語：Dallas McKinley Williams，1958年2月28日—)，中文名大威，是前職業棒球選手，守備位置為外野手。球員退役後轉任教練。曾執教的球隊包括巴爾的摩金鶯隊、聖路易紅雀隊、波士頓紅襪隊、科羅拉多洛磯隊及芝加哥白襪隊及克里夫蘭印地安人隊等。曾擔任中華職棒義大犀牛隊總教練和中信兄弟隊二軍總教練，

## 生平

### 球員時期

#### 美國職棒
1976年被巴爾的摩金鶯隊在第一輪第20順位選入，展開了職棒球員的生涯，在1981年登上大聯盟
1983年，被交易到辛辛那提紅人隊，在當年度球季表現不佳，36個打席中只擊出2次安打。下一個球季被交易到底特律老虎，被降到小聯盟。

#### 日本職棒
於1988年效力日本職棒阪急勇士隊。

### 教練時期

#### 美國職棒
自1989年以來，一直在小聯盟中擔任教練，其中包括科羅拉多洛磯隊和波士頓紅襪隊擔任一壘教練。
2000年，擔任大聯盟科羅拉多洛磯隊的一壘教練，亦是首次擔任大聯盟教練一職，共待了三個球季。
2003年，擔任大聯盟波士頓紅襪隊的一壘教練。
2005年，聖路易紅雀隊 小聯盟ＡＡ的打擊教練。
2006年 - 2009年，巴爾的摩金鶯隊 小聯盟ＡＡＡ的守備教練。
2010年，美國獨立聯盟 Gary Railcats隊的三壘、跑壘、外野指導教練。
2011年 - 2012年，美國北方聯盟 LLC Indiana隊的打擊指導員。 

#### 中華職棒
2013年起，擔任中華職棒義大犀牛隊的打擊教練。登錄中文名為「大威」。
2013年11月7日，領隊謝秉育宣布，更換總教練，原總教練曾智偵調任二軍教練，大威由打擊教練升任總教練。
2014年8月9日領隊謝秉育宣布，更換總教練，大威由總教練調任打擊教練，總教練由馮喬許接任。
2015年12月16日中信兄弟隊聘請其擔任2016年新球季的二軍總教練。

### 總教練時期
| 年度   | 球隊     | 出賽 | 勝場 | 敗場 | 和場 | 勝率  | 勝差 | 備註 |
| 2014年 | 義大犀牛 | 60   | 26   | 33   | 1    | 0.441 | 13.5 |      |
| 合計   | 1年      | 60   | 26   | 33   | 1    | 0.441 |      |      |

- 成績累績至2014年6月29日